# Classe Ingul
 (décembre 2018).
Si vous disposez d'ouvrages ou d'articles de référence ou si vous connaissez des sites web de qualité traitant du thème abordé ici, merci de compléter l'article en donnant les références utiles à sa vérifiabilité et en les liant à la section « Notes et références ».
La Classe Ingul est une classe de remorqueurs et navire de sauvetage de la marine russe.

## Historique
C'est le navire de sauvetage Altay de Classe Ingul qui a découvert le sous-marin coulé S-80 de Classe Whiskey le 23 juin 1968, l'équipage en explora l'épave à l'aide de son bathyscaphe embarqué. Un autre navire de sauvetage, le Karpaty, se chargea de le renflouer et de le relever.